# Kis flamingó
A kis flamingó (Phoenicopterus minor) a madarak osztályának flamingóalakúak (Phoenicopteriformes) rendjébe és a flamingófélék (Phoenicopteridae) családjába tartozó faj.

## Előfordulása
Afrikában és Dél-Ázsiában honos. Kóborló egyedei eljutnak Afganisztánba, Csádba, a Comore-szigetekre, Egyiptomba, Ghánába, Mauritiusra, Marokkóra, Nigerre, Nigériára, Ománra, Réunionba, Ruandába, São Tomé és Príncipe-re, Szomáliába, Spanyolországba, Szváziföldre és az Egyesült Arab Emírségekre is. A költőhelyük Afrika, de még költenek Ázsia délkeleti és déli részén.

## Megjelenése
Magassága 80-105 centiméter, testtömege 2,2-2,7 kilogramm. A kis flamingó tollruhája rózsaszínes fehér. Tollazatának színe az elfogyasztott tápláléktól függ.
|  |

## Életmódja
Garnélát és algát fogyaszt.

## Szaporodása

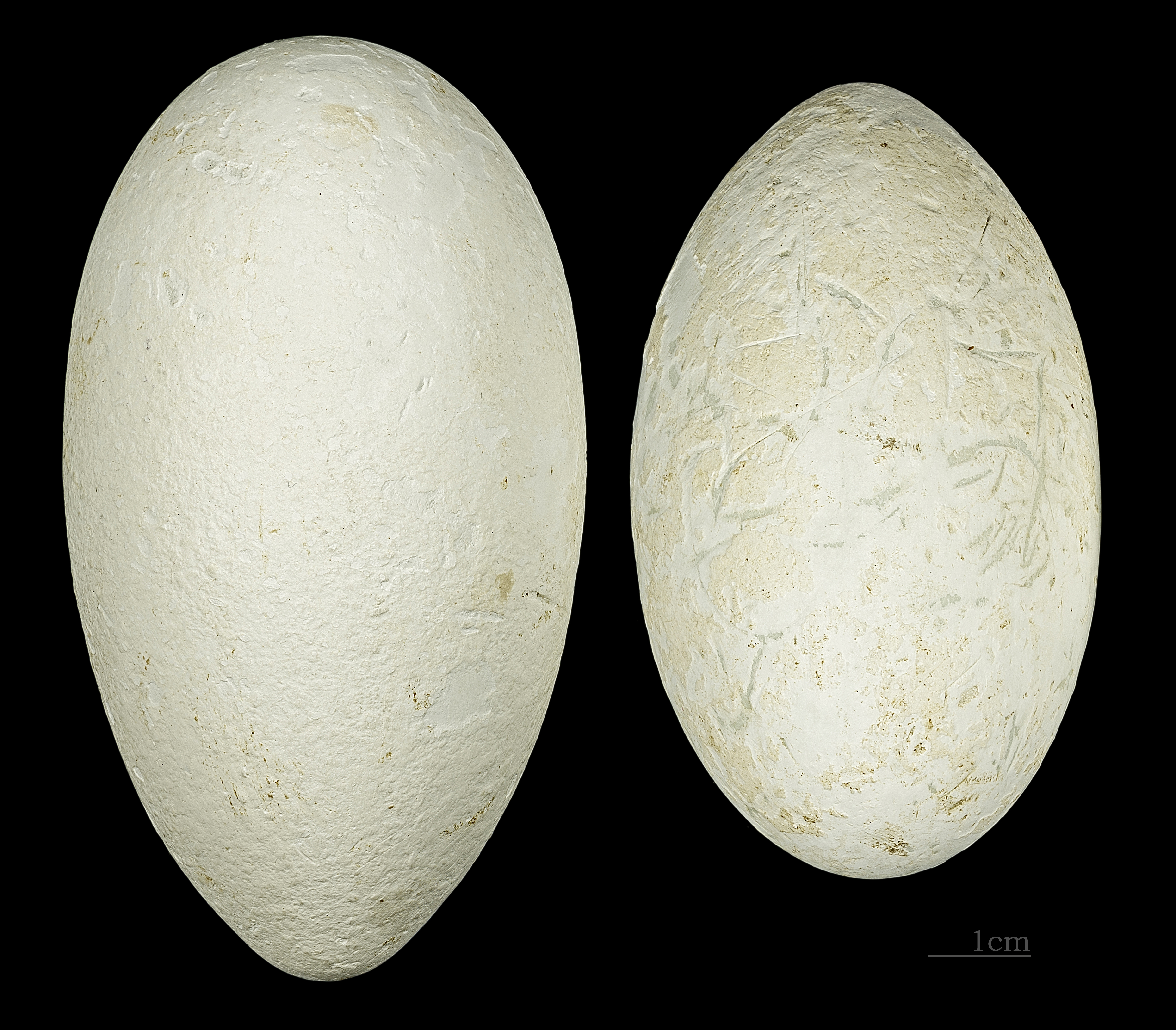
A Phoeniconaias minor tojásai

A többi flamingóhoz hasonlóan a kis flamingó is egy fehér tojást rak.

## Fordítás
- Ez a szócikk részben vagy egészben  a   Lesser Flamingo című angol Wikipédia-szócikk fordításán alapul.  Az eredeti cikk szerkesztőit annak laptörténete sorolja fel. Ez a jelzés csupán a megfogalmazás eredetét és a szerzői jogokat jelzi, nem szolgál a cikkben szereplő információk forrásmegjelöléseként.

## Külső hivatkozások
- Képek az interneten a fajról